# راجر سانچز
راجر سانچز (انگلیسی: Roger Sanchez؛ زادهٔ ۱ ژوئن ۱۹۶۷) دی‌جی، تهیه‌کننده و ریمیکسر موسیقی هاوس آمریکایی-دومینیکن است. او در سال ۲۰۰۳ برای ریمیکس هلا گود از نو داوت برندهٔ یک جایزهٔ جایزهٔ گرمی شد و بیشتر برای اثر خود با نام فرصتی دیگر، که در سال ۲۰۰۱ یک ترانهٔ برجسته بود، شناخته می‌شود.
سانچز در سال‌های ۱۹۹۹، ۲۰۰۰، ۲۰۰۴ و ۲۰۰۷ چهار بار برندهٔ جوایز دی‌جی شده‌است و در مجموع دوازده بار برای دریافت این جایزه نامزد شده‌است. او در سال ۲۰۰۷ نخستین جایزه بین‌المللی موسیقی رقص (IDMA) برای بهترین پادکست را دریافت کرد و هشت بار (۲۰۰۳–۲۰۱۰) نیز برای جایزهٔ بهترین دی‌جی آمریکایی آی‌دی‌ام‌ای نامزد شده‌است.

## ترانه‌شناسی

### آلبوم‌های استودیویی
- اسلحه‌های مخفی جلد ۱ (۱۹۹۴)
- اسلحه‌های مخفی جلد ۲ (۱۹۹۵)
- اولین تماس (۲۰۰۱)
- با من بیا (۲۰۰۶)
- خود را رها کن – نسخهٔ دهمین سالگرد (۲۰۱۰)

### تک‌آهنگ‌ها
| سال  | تک‌آهنگ                                                            | بالاترین جایگاه در جدول | بالاترین جایگاه در جدول | بالاترین جایگاه در جدول | بالاترین جایگاه در جدول | بالاترین جایگاه در جدول | بالاترین جایگاه در جدول | بالاترین جایگاه در جدول | گواهینامه‌ها (آستانه فروش) | آلبوم                             |
| سال  | تک‌آهنگ                                                            | استرالیا                | بلژیک                   | فنلاند                  | هلند                    | سوئیس                   | بریتانیا                | رقص آمریکا              | گواهینامه‌ها (آستانه فروش) | آلبوم                             |
| ---- | ----------------------------------------------------------------- | ----------------------- | ----------------------- | ----------------------- | ----------------------- | ----------------------- | ----------------------- | ----------------------- | ------------------------- | --------------------------------- |
| ۱۹۹۰ | «لاو دنسین» (با نام آندرگراند سولوشن)                             | —                       | —                       | —                       | —                       | —                       | —                       | —                       |                           | فقط تک‌آهنگ‌ها                      |
| ۱۹۹۵ | «اکیداً برای زیرزمین»                                              | —                       | —                       | —                       | —                       | —                       | —                       | —                       |                           | فقط تک‌آهنگ‌ها                      |
| ۱۹۹۶ | «خود را رها کن»                                                   | —                       | —                       | —                       | —                       | —                       | —                       | —                       |                           | فقط تک‌آهنگ‌ها                      |
| ۱۹۹۷ | «عمیق»                                                            | —                       | —                       | —                       | —                       | —                       | —                       | —                       |                           | فقط تک‌آهنگ‌ها                      |
| ۱۹۹۸ | «فانکی و تازه» (با همراهی جرالد المز معرفی قدرت جهانی)            | —                       | —                       | —                       | —                       | —                       | —                       | —                       |                           | فقط تک‌آهنگ‌ها                      |
| ۱۹۹۹ | «۱۹۹۹»                                                            | —                       | —                       | —                       | —                       | —                       | —                       | —                       |                           | فقط تک‌آهنگ‌ها                      |
| ۱۹۹۹ | «عشق تو را می‌خواهم (ریمیکس‌ها)» (راجر اس. تقدیم می‌کند: گرگ و میش)  | —                       | —                       | —                       | —                       | —                       | ۳۱                      | ۵                       |                           | فقط تک‌آهنگ‌ها                      |
| ۲۰۰۰ | «هرگز نمی‌دانستم»                                                  | —                       | —                       | —                       | —                       | —                       | ۲۴                      | —                       |                           | اولین تماس                        |
| ۲۰۰۱ | «فرصتی دیگر»                                                      | ۲۰                      | ۲۳                      | ۱۲                      | ۲۰                      | ۱۵                      | ۱                       | —                       | - بی‌پی‌آی: طلا             | اولین تماس                        |
| ۲۰۰۱ | «نمی‌تونی منو عوض کنی» (با همراهی آرماند فن هلدن و ان‌دیا داونپورت) | ۴۵                      | ۶۰                      | —                       | ۷۸                      | ۸۶                      | ۲۵                      | —                       |                           | اولین تماس                        |
| ۲۰۰۲ | «چیزی برای اثبات نیست» (با همراهی شارلین اسپیتری)                 | —                       | —                       | —                       | —                       | —                       | —                       | —                       |                           | اولین تماس                        |
| ۲۰۰۵ | «موزیک را روشن کن»                                                | ۴۴                      | ۳۱                      | ۵                       | ۲۹                      | —                       | ۱۹۷                     | ۴۸                      |                           | با من بیا                         |
| ۲۰۰۶ | «گمشده»                                                           | —                       | ۳۱                      | ۸                       | ۵۰                      | —                       | —                       | ۱                       |                           | با من بیا                         |
| ۲۰۰۷ | «کافی نیست»                                                       | —                       | —                       | —                       | —                       | —                       | —                       | —                       |                           | با من بیا                         |
| ۲۰۰۷ | «دوباره»                                                          | —                       | —                       | —                       | —                       | —                       | —                       | —                       |                           | با من بیا                         |
| ۲۰۰۸ | «بنگ د باکس!» (با همراهی تری بی!)                                 | —                       | —                       | —                       | —                       | —                       | —                       | —                       |                           | فقط تک‌آهنگ                        |
| ۲۰۱۱ | «۲گدر» (با همراهی فار ایست موومنت)                                | —                       | ۵۶                      | —                       | ۸۶                      | —                       | ۹۲                      | —                       |                           | خود را رها کن – نسخه دهمین سالگرد |
| ۲۰۱۲ | «دیسکوتک را نابود کن» (با همراهی سول‌سان)                          | —                       | —                       | —                       | —                       | —                       | —                       | —                       |                           | موسیقی متن بلید                   |

### ریمیکس‌های منتخب
- مایکل جکسون – «ادامه بده تا کافی باشه» (۱۹۹۲)
- مایکل جکسون – «جم»
- تام تام کلاب – «طلوع و اکستازی» (۱۹۹۲)
- کنی «دوپ» گونزالز پرزنتس اکسیس – «همه‌چیزی که می‌خوام» (۱۹۹۲)
- لیسا استنسفیلد – «خیلی طبیعی» (۱۹۹۳)
- ام پیپل – «رنسانس» (۱۹۹۴)
- جنت جکسون و لوتر وندرس – «بهترین چیزهای زندگی‌ام مجانی‌اند» (۱۹۹۵)
- دفینیشن آو ساوند – «موج‌ها رو رد کن» (۱۹۹۵)
- جنت جکسون – «عشق معنی نداره (بدون تو)» (۱۹۹۶)
- جمیروکوای – «زمان‌های بالا» (۱۹۹۷)
- مایکل جکسون – «خطرناک» (۱۹۹۷)
- جمیروکوای – «عمیق‌تر زیر زمین» (۱۹۹۸)
- دفت پانک – «انقلاب ۹۰۹» (۱۹۹۸)
- لنی کراویتز – «ولوتین سیاه» (۱۹۹۹)
- ومدو پراجکت – «شاه قلعه من» (۱۹۹۹)
- گاربج – «لب‌های گیلاسی» (۲۰۰۱)
- آلیشیا کیز – «پروانه‌ها» (۲۰۰۲)
- آناستازیا – «بدهی‌هایم را پرداخت کردم» (۲۰۰۲)
- کایلی مینوگ – «در چشمانت» (۲۰۰۲)
- نو داوت – «هلا گود» (۲۰۰۲)
- تگزاس – «سراسر خواهم دید» (۲۰۰۳)
- سیرک آفتاب — «کمبولاو» (۲۰۰۵)
- مدونا – «جمع شوید» (۲۰۰۶)
- روبین – «مال من باش!» (۲۰۰۷)
- دپش مد – «بی‌نقص» (۲۰۰۹)
- سرجیو مندز – «کشور گرمسیری» (۲۰۱۰)
- وان‌ریپابلیک – «رازها» (۲۰۱۰)
- مارون ۵ – «یک ذره بیشتر بده» (۲۰۱۰)
- برندن فلاورز – «فقط جوان‌ها» (۲۰۱۰)
- میگل بسه – «کاردیو» (۲۰۱۰)
- رابی ویلیامز – «واپسین روزهای دیسکو» (۲۰۱۰)
- سیثر - «اژدهای درون من (تمایل به نیاز)» (۲۰۱۴)